# Collonges-au-Mont-d'Or
Collonges-au-Mont-d'Or este o comună în departamentul Rhône din sud-estul Franței. În 2009 avea o populație de 3.807 de locuitori.

## Evoluția populației
| An        | 1975  | 1982  | 1990  | 1999  | 2006  | 2009  |
| --------- | ----- | ----- | ----- | ----- | ----- | ----- |
| Populație | 2.786 | 2.824 | 3.165 | 3.420 | 3.775 | 3.807 |